# زبلوو
زبلوو (به لهستانی:  Zblewo) یک روستا در لهستان است که در گمینا زبلوو واقع شده‌است. زبلوو ۳٬۲۶۳ نفر جمعیت دارد.